# توماس زاكارياس
توماس زاكارياس (بالإنجليزية: Thomas Zacharias)‏ هو لاعب كرة قاعدة أمريكي، ولد في 1860، وتوفي في 30 مارس 1892.